# Sabine Hebenstreit-Müller
Sabine Hebenstreit-Müller (* 18. Juni 1952 in Gevelsberg) ist eine deutsche Erziehungswissenschaftlerin. Von 1999 bis 2017 leitete sie als Direktorin das Pestalozzi-Fröbel-Haus in Berlin. Seit 2000 ist Sabine Hebenstreit-Müller federführend beteiligt an der Entwicklung des Berliner Modells der pädagogischen Konzeption Early Excellence.

## Werdegang
Sabine Hebenstreit-Müller wurde als Tochter eines Maschinenbauingenieurs und einer Direktrice geboren. Sie absolvierte ein Lehramtsstudium mit dem Schwerpunkt Kunsterziehung an der Universität Dortmund und arbeitete danach von 1977 bis 1980 als Lehrerin an einer Hauptschule in Witten. Parallel erwarb sie einen Abschluss als Diplompädagogin an der Universität Dortmund. Von 1980 bis 1983 war sie wissenschaftliche  Assistentin bei Rita Süssmuth am Lehrstuhl für vergleichende Erziehungswissenschaften der Universität Dortmund sowie wissenschaftliche Mitarbeiterin am Institut für Sozialpädagogik.
Von 1983 bis 1991 leitete sie den Bereich Familie im Forschungsinstitut „Frau und Gesellschaft“ in Hannover unter Leitung von Rita Süssmuth. Dazu gehörte u. a. die wissenschaftliche Leitung von Begleitforschungen im Bereich Elternselbsthilfe und Familienzentren, Forschungen zur Lebenssituation junger Mütter und ihrer Kinder sowie zur Migration von Frauen.
1986 promovierte Hebenstreit-Müller in Dortmund zum Thema Frauenräume und weibliche Identität – zur sozialpädagogischen Arbeit mit Migrantinnen. Von 1987 bis 1990 hatte sie einen Lehrauftrag an der Fachhochschule Hildesheim. Von 1991 bis 1998 war sie Leiterin des Amtes für soziale Dienste Ost und Jugendamtsleiterin in Bremen. Dabei engagierte sie sich u. a. für den Aufbau deutsch-italienischer Austauschprojekte für sozialpädagogische Fachkräfte, für die Koordination des Aufbaus einer Jugendhilfestation in einem Bremer Stadtteil, und sie leitete den  Modellversuch „Sexuelle Gewalt gegen Kinder und Jugendliche – Entwicklung eines Vernetzungsmodells professioneller Hilfen im Jugendamt“.
1995 absolvierte sie eine berufsbegleitende Weiterbildung für Führungskräfte und Angehörige des höheren Verwaltungsdienstes an der Hochschule für Verwaltungswissenschaften Speyer. Sie arbeitete 1998/99 mit im Vergleichsring der Großstadtjugendämter und der KGST bei der Erarbeitung von Kennzahlen für die Steuerung der Hilfen zur Erziehung.
Von 1999 bis 2017 war Hebenstreit-Müller Direktorin des Pestalozzi-Fröbel-Hauses Berlin, einem Träger von psychosozialen und pädagogischen Einrichtungen der Kinder- und Jugendhilfe sowie von Ausbildungsstätten für Erzieherinnen und Erzieher.
Von 2000 bis 2004 war Hebenstreit-Müller Mitglied einer internationalen Forschungsgruppe zur Erarbeitung vergleichender Standards für integrative Einrichtungen in der Frühpädagogik.
2009 wurde ihr von der Universität Halle-Wittenberg eine Honorarprofessur verliehen. Einer ihrer Schwerpunkte liegt im Bereich der ethnographischen Forschung. In Kooperation mit Bina E. Mohn entstand so auch die Reihe Kamera-Ethnographische Studien des Pestalozzi-Fröbel-Hauses.

## Entwicklung von Early Excellence
Im Jahr 2000 wurde im Pestalozzi-Fröbel-Haus unter Federführung von Sabine Hebenstreit-Müller das  „Early-Excellence-Konzept“ eingeführt und seitdem laufend weiter entwickelt. Zu Beginn ließ sich das PFH dabei von Erfahrungen aus einer Kooperation mit dem englischen „Pen Green Centre“ im englischen Corby inspirieren, finanzielle Unterstützung kommt bis heute von der Heinz und Heide Dürr Stiftung. Bei Early Excellence geht es vor allem darum, die individuellen Fähigkeiten und Stärken eines  Kindes zu erkennen und unter Einbeziehung der Eltern zu fördern. Außerdem öffnen sich Early-Excellence-Einrichtungen (wie z. B. Kindertagesstätten, Schulen, Familienzentren und andere Einrichtungen, die mit Kindern und Jugendlichen zu tun haben) nach außen und vernetzen sich mit Kooperationspartnern im Stadtteil.

## Weitere Tätigkeiten
Von 2001 bis 2007 war Hebenstreit-Müller Mitglied des Vorstandes des Pestalozzi-Fröbel-Verbandes. Sie ist Mitglied der europäischen Forschungsgemeinschaft EECERA (European Early Childhood Education Research Association). Zudem ist sie Vorsitzende des EEC-Rates eec deutschland zur Zertifizierung von Early Excellence-Einrichtungen sowie Mitglied im Vorstand des Vereins Early Excellence – Zentrum für Kinder und ihre Familien.

## Familie
Sabine Hebenstreit-Müller war verheiratet und hat eine Tochter mit dem Hochschullehrer Sigurd Hebenstreit, bei dem diese aufwuchs; danach war sie mit Burkhard Müller (1939–2013), Professor für Sozialpädagogik an der Universität Hildesheim, verheiratet.

## Publikationen (Auswahl)
- Beobachten lernen – das Early-Excellence-Konzept. Beiträge zur pädagogischen Arbeit des Pestalozzi-Fröbel-Hauses, Band 14, dohrmannVerlag.berlin 2013. ISBN 978-3-938620-26-7
- Beobachten in der Frühpädagogik. Praxis – Forschung – Kamera, gemeinsam mit Müller, Burkhard, dohrmannVerlag.berlin 2012. ISBN 978-3-86892-054-3
- Early Excellence: Der positive Blick auf Kinder, Eltern und Erzieherinnen. Internationale Studien zu einem Erfolgsmodell, gemeinsam mit Lepenies, Annette (Hg.), dohrmannVerlag.berlin 2007. ISBN 978-3-938620-06-9
- Innovationsprojekt Frühpädagogik. Professionalität im Verbund von Praxis, Forschung, Aus- und Weiterbildung, gemeinsam mit Hammes-Di Bernado (Hg.), Hohengehren (Schneider-Verlag), 2005. ISBN 3-89676-990-1
- Integrative Familienarbeit in Kitas. Individuelle Förderung von Kindern und Zusammenarbeit mit Eltern, gemeinsam mit Kühnel, Barbara (Hg.), dohrmannVerlag.berlin 2005. ISBN 3-938620-02-1
- Kinderbeobachtung in Kitas. Erfahrungen und Methoden im ersten Early Excellence Centre in Berlin, gemeinsam mit Kühnel, Barbara (Hg.), dohrmannVerlag.berlin 2004. ISBN 3-9809179-5-9
- Early Excellence. Eine internationale Studie zur Integration frühkindlicher Bildung, Erziehung und Elternarbeit mit Vorschlägen für internationale Standards, gemeinsam mit Bertram, Tony / Cranston, Alan / Formisinho, Joao / Formosinho, Julia / Frangos, Christos / Gammage, Philip / Krassa, Penelope / Pascal, Christine / Rabe-Kleberg, Ursula / Tayler, Colette / Whalley, Margy (Projektgruppe INT 2). Berlin (British Council) 2004. ISBN 3-9809532-0-3